# Revoltas do final da Idade Média

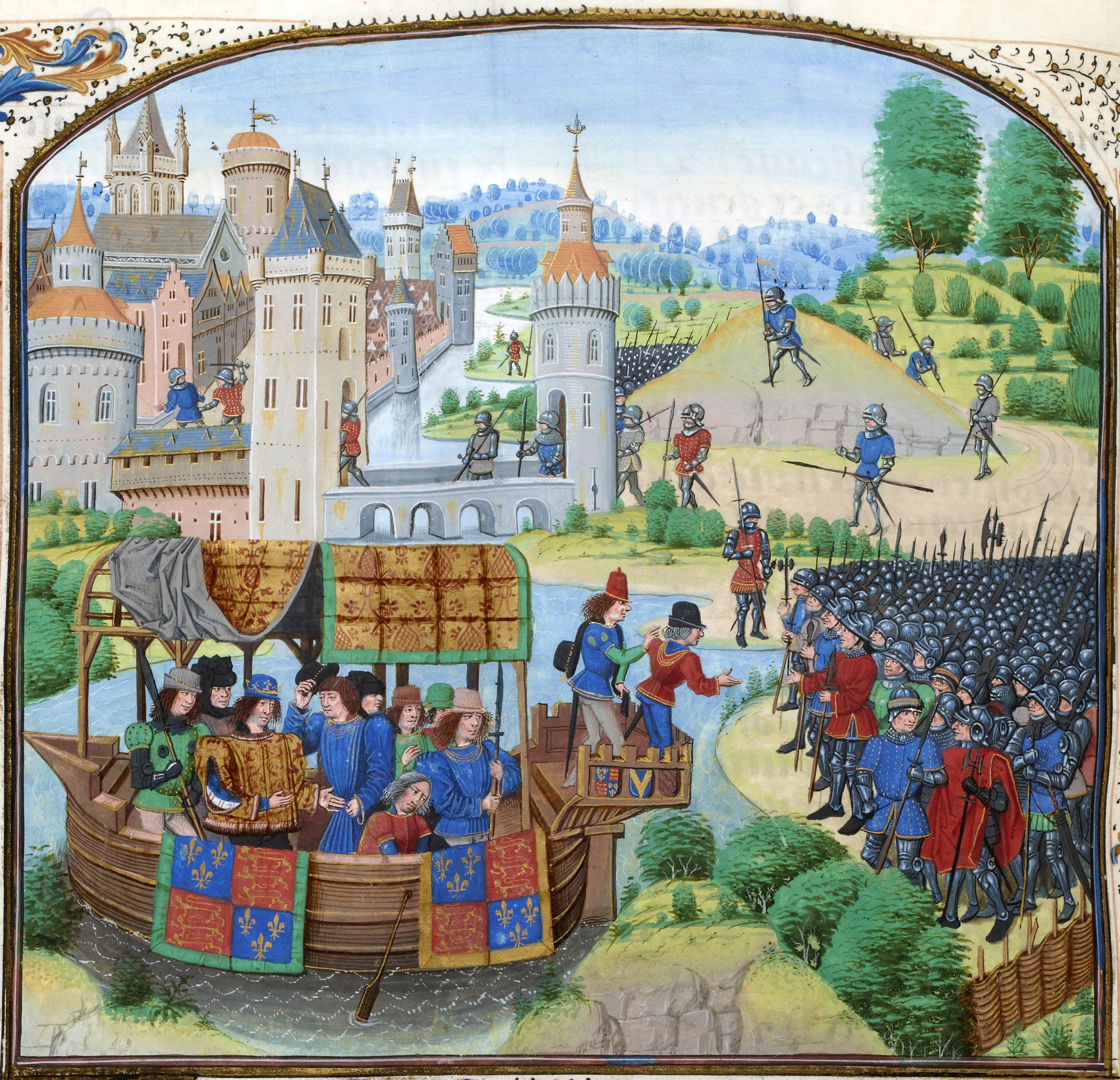
Ricardo II de Inglaterra defronta os rebeldes durante a Revolta camponesa de 1381.

As revoltas populares tardomedievais foram uma série de revoltas e rebeliões populares na Europa que ocorreram entre os séculos XIV e XVI, geralmente por parte de camponeses em áreas rurais e burgueses nas cidades, contra a nobreza, abades e reis. Parte de um contexto maior denominado Crise do século XIV, o fenômeno das revoltas populares teve diferentes contextos e motivações e nem sempre foi restrito aos camponeses. Na Europa Central e na região dos Bálcãs, estas rebeliões são simultaneamente causa e consequência da instabilidade política e social que permitiu a expansão do Império Otomano.

## Contexto
Anteriormente ao século XIV, as revoltas populares, na sua maior parte pequenos focos de revolta numa propriedade senhorial contra o senhorio, raramente ultrapassavam a escala local. Isto altera-se ao longo dos séculos XIV e XV à medida que a pressão social e económica nas classes mais desfavorecidas provoca movimentos de revolta popular em massa por toda a Europa. Em determinadas regiões, estes movimentos são bastante comuns e disseminados; só na Alemanha, entre 1336 e 1525 houve sessenta focos de revolta popular. A maior parte destas revoltas manifestava o desejo das classes mais desfavorecidas na partilha de alguma da riqueza, estatuto e bem estar das classes superiores. No entanto, grande parte das revoltas acabou por ser derrotada.

## Causas
Entre as principais causas das revoltas estão o fosso cada vez maior entre pobres e ricos, o declínio do rendimento dos pobres, o aumento da inflação e dos impostos, as crises de fome, peste, guerra e motivos religiosos.
O fosso social entre ricos e pobres torna-se muito mais acentuado nesta época. Os motivos remontam até ao século XII e à ascensão do conceito de nobreza. Ao longo da Baixa Idade Média e até meados do século XIV, este grupo social torna-se cada vez mais distinto em termos de aparência, comportamento e valores dos restantes, associado a si conceitos como educação, modos sociais, dieta, moda ou discurso.
O declínio económico afetou inicialmente os nobres, que viram o seu rendimento diminuir consideravelmente. Por volta de 1285, a inflação torna-se galopante, devido em parte ao declínio demográfico. Alguns nobres cobravam rendas com base em taxas fixas, uma herança do feudalismo, pelo que à medida que o preço dos bens e dos serviços subia devido à inflação, o rendimento dos nobres mantinha-se estagnado (diminuindo, em termos reais). De forma a colmatar a necessidade de capital, os nobres em várias situações subiram as rendas de forma ilegal, recorreram a fraudes, roubos e por vezes à violência. A necessidade dos reis em financiar guerras levou a que se começasse a desvalorizar a moeda, cunhando moedas de ouro e prata com progressivamente menos metal precioso, o que agravou a inflação e, por fim, aumentou a carga fiscal.
A Crise do século XIV, que envolveu uma crise de fome, a disseminação da Peste Negra e guerras prolongadas, agravou a pressão nas classes com menos recursos. A Peste Negra reduziu drasticamente o número de trabalhadores disponíveis e responsáveis pela produção de riqueza. Por último, havia ao tempo um ponto de vista popular de que a propriedade, riqueza e desigualdade eram contra os ensinamentos de Deus, tal como era pregado pelos Franciscanos. O sentimento do tempo foi provavelmente o melhor expresso pelo padre John Ball durante a revolta camponesa de 1381, quando ele disse: "When Adam delved and Eve span, who was then the gentleman?" (Nos tempos de Adão e Eva quem era o senhor feudal?), criticando a desigualdade econômica como feito pelo homem, em vez de uma criação de Deus.